# Joisaramavinahalli, Channarayapatna
Joisaramavinahalli là một làng thuộc tehsil Channarayapatna, huyện Hassan, bang Karnataka, Ấn Độ.